# Sekou Cissé
Sekou Cissé (* 23. Mai 1985 in Dabou) ist ein ivorischer ehemaliger Fußballspieler, der sowohl zentral als auch auf den Außenbahnen spielen konnte.

## Verein
Der Stürmer kam 2004 auf Empfehlung seines Landsmanns Arouna Koné vom FC Bibo zum niederländischen Klub Roda Kerkrade. Zur Saison 2009/10 wechselte er weiter zum Ligakonkurrenten Feyenoord Rotterdam.
In der Winterpause der Saison 2013/14 verließ er Feyenoord und wechselte ins Nachbarland Belgien zum Erstligisten KRC Genk. Es folgten weitere Stationen in Frankreich beim FC Sochaux und Gazélec FC Ajaccio. Zuletzt stand der Stürmer bei Anorthosis Famagusta auf Zypern unter Vertrag.
Seit dem 9. Januar 2019 ist Cissé vereinslos.

## Nationalmannschaft
Mit der U-23-Auswahl nahm er 2008 am Internationalen Turnier in Toulon teil und wurde mit vier Treffern Torschützenkönig, für die Olympischen Spiele in Peking stand er im 18-köpfigen Aufgebot.
Für die A-Nationalmannschaft der Elfenbeinküste kam Cissé von 2008 bis 2009 zu elf Einsätzen und erzielte dabei drei Tore.